# Kazumasa Takagi
Kazumasa Takagi (高木 和正 Takagi Kazumasa?, nacido el 17 de diciembre de 1984 en Sanuki, Kagawa) es un futbolista japonés que se desempeña como centrocampista.

## Trayectoria

### Clubes
| Club                | País  | Año         |
| ------------------- | ----- | ----------- |
| Sanfrecce Hiroshima | Japón | 2003 - 2004 |
| Montedio Yamagata   | Japón | 2005        |
| FC Gifu             | Japón | 2006 - 2009 |
| Tochigi SC          | Japón | 2010 - 2013 |
| Kamatamare Sanuki   | Japón | 2014 -      |

## Estadística de carrera

### J. League
| Club                | Año   | J. League | J. League | Copa J. League | Copa J. League | Total | Total |
| Club                | Año   | Part.     | Goles     | Part.          | Goles          | Part. | Goles |
| ------------------- | ----- | --------- | --------- | -------------- | -------------- | ----- | ----- |
| Sanfrecce Hiroshima | 2003  | 11        | 0         | -              | -              | 11    | 0     |
| Sanfrecce Hiroshima | 2004  | 2         | 0         | 2              | 0              | 4     | 0     |
| Montedio Yamagata   | 2005  | 8         | 0         | -              | -              | 8     | 0     |
| FC Gifu             | 2008  | 39        | 3         | -              | -              | 39    | 3     |
| FC Gifu             | 2009  | 47        | 7         | -              | -              | 47    | 7     |
| Tochigi SC          | 2010  | 35        | 2         | -              | -              | 35    | 2     |
| Tochigi SC          | 2011  | 28        | 3         | -              | -              | 28    | 3     |
| Tochigi SC          | 2012  | 41        | 4         | -              | -              | 41    | 4     |
| Tochigi SC          | 2013  | 24        | 1         | -              | -              | 24    | 1     |
| Kamatamare Sanuki   | 2014  | 28        | 1         | -              | -              | 28    | 1     |
| Kamatamare Sanuki   | 2015  | 21        | 3         | -              | -              | 21    | 3     |
| Kamatamare Sanuki   | 2016  | 37        | 1         | -              | -              | 37    | 1     |
| Kamatamare Sanuki   | 2017  | 37        | 3         | -              | -              | 37    | 3     |
| Total               | Total | 358       | 28        | 2              | 0              | 360   | 28    |